# ЛГБТ-пресса
ЛГБТ-пресса, или гей-пресса (англ. gay and lesbian press, LGBT press, homosexual press) — пресса, нацеленная в первую очередь на ЛГБТ-аудиторию. Включает в себя как печатные издания (листовки, газеты, журналы, альманахи), так и онлайн-издания и информационные порталы.

## Гей-пресса в США
Появление и развитие американского ЛГБТ-комьюнити после Второй мировой войны породило новый жанр альтернативной журналистики, затрагивающей вопросы, которых в прессе старались избегать, одновременно выступая за права гомосексуалов. Первым известным ЛГБТ-изданием в Америке является появившийся в 1947 году в Лос-Анджелесе лесбийский журнал Vice Versa, распространявшийся в лесбийских барах. Редактором журнала была Лиза Бен (англ. Lisa Ben), чьё вымышленное имя являлось анаграммой к слову «лесбиянка» (англ. lesbian). В 1953 году также в Лос-Анджелесе появился и первый американский гей-журнал ONE. В 1955 году в Сан-Франциско начал выходить гей-журнал Matrachine Review, а в 1956 — лесбийский журнал The Ladder. Журнал ONE спровоцировал в американском обществе жаркие дебаты о правах ЛГБТ. В 1958 году журнал через Верховный суд США добился права распространять гей-материалы по почте.
В 1967 году была основана газета The Los Angeles Advocate, ставшая первым полностью новостным гей-изданием. После Стоунволлских событий число ЛГБТ-изданий стремительно возросло и к 1972 году в США насчитывалось около 150 ЛГБТ-изданий общим тиражом более 250 тысяч экземпляров. Многие издания имели лишь недолгую жизнь. С середины 1970-х годов американская гей-пресса всё меньше уделяет внимания политике и всё чаще освещает культуру и вопросы сексуальности, однако в конце десятилетия с усилением антигомосексуальных настроений консервативных политиков в ЛГБТ-пресса с новой силой поднимает вопросы прав ЛГБТ. В 1980-х годах с появлением ВИЧ основное внимание гей-прессы переключается на эпидемию. Поздние 1980-е годы характеризуются возникновением радикальных ЛГБТ-организаций и радикализмом в ЛГБТ-журналистике. Лидером данного периода становится издаваемая в Нью-Йорке газета OutWeek.
Начало 1990-х связано с появлением большого количества высококачественных глянцевых журналов ЛГБТ-тематики. Первым подобным изданием стал выходящий в Нью-Йорке журнал Out. Сегодня в США насчитывается около 900 ЛГБТ-изданий общим тиражом в более 2 миллионов экземпляров. Всего же с момента появления первого ЛГБТ-издания в 1947 году в Штатах было выпущено более 2600 изданий ЛГБТ-тематики.

## ЛГБТ-пресса в России

### Печатная пресса
Создание собственной прессы стало наиболее ощутимым результатом социальной активности российского ЛГБТ-сообщества в начале 1990-х годов. На страницах газет «Тема», «РИСК» (Равноправие, Искренность, Свобода, Компромисс), «1/10» и других российские ЛГБТ получили возможность обсуждать свои проблемы и делиться опытом. Из-за отсутствия материальных средств и сложностей с регистрацией все эти издания просуществовали недолго, в среднем по 2-3 года.
Первая попытка создать российские источники массовой информации, предназначенные для гей-аудитории, была предпринята в 1989 году, когда по инициативе и под руководством Романа Калинина начала выходить газета «Тема». Также в 1990 году вышел единственный номер «Гей Правды», инициативы нидерландской «Гей Крант» и французской «Ге Пье». Первым зарегистрированным (03.10.90) российским гей-журналом стал журнал «Ты» (издатель Геннадий Крименской, Москва, вышло два номера — по одному в 1992 и 1993 гг.). В 1990 г. после раскола в редакции «Темы» появился журнал «РИСК» (зарегистрирован 03.10.91). В 1990-е гг. выходили также цветной иллюстрированный журнал «Арго» (редактор Влад Ортанов), литературный журнал «Gay, славяне!» (Ольга Жук, Олег Ульба, Сергей Щербаков при участии Геннадия Трифонова; вышло три номера — 1993—1995), черно-белые журналы «1/10» (редактор Дмитрий Лычёв), «Партнер(Ша)» и «Уранус» (редактор Михаил Аникеев; вышел один номер «Урануса» — 1995) и альманах «Голубой вагон и маленькая тележка» (литературное приложение-спецвыпуск к петербургскому самиздату «Ниоткуда»).
Все эти издания выпускались по мере изыскания средств и постепенно, не находя источника стабильного финансирования, вынуждены были закрыться. Окончательную точку в первом этапе развития гей-прессы в России поставил экономический кризис 1998 г., который не пережило ни одно из изданий. Тем не менее эти первые журнальные проекты сыграли важную роль информирования и сплочения разрозненного гей-общества в России во времена, когда интернет не имел в России широкого распространения.
С декабря 1999 года выходит малотиражный журнал для лесбиянок «Остров» (редактор Ольга Герт). В качестве приложения к журналу публикуется литературное приложение — подборка книг прозы и поэзии, всего — около 30 наименований. С сентября 2012 г. журнал в виде культурно-самообразовательного проекта вышел on-line. На портале «Острова» представлена интернет-библиотека всех выпусков журнала и литературного приложения. К ним присоединены материалы «Школы феминизма», которая начала свою работу в 2011 г. Кроме этого, есть архив мероприятий, проведенных проектом, а также информация о ближайших мероприятиях и новостной блог. На июль 2018 года сайт журнала работает, в архиве указаны 56 номеров до 2013 года, последнее обновление на сайте сделано в марте 2014 года.
С августа 2003 года издавался журнал «Квир» периодичностью 10 номеров в год (издатель Эд Мишин, главный редактор Владимир Волошин), совмещающий информационную, публицистическую и развлекательную тематики. Его стабильный выпуск позволил авторам организовать с 2004 подписку через почтовые отделения в России и странах СНГ. С сентября 2004 года гей-журнал «Квир» появился в киосках нескольких сетей распространения Москвы и вскоре вырвался в лидеры продаж «мужских журналов». По данным Союза распространителей России, в сентябре 2006 года в Москве продажи «Квира» (100 руб. в рознице) уступали только продажам «Плейбоя» (68 руб.). В декабре 2012 года вышел 113 последний печатный номер журнала. С января 2013 года Квир выходит только в формате интернет-журнала без привязки к месяцам.
В 2004 году вышло три номера журнала «XXBi», к концу года по неизвестным причинам журнал прекратил своё существование.
C конца 2004 г. дважды в месяц выходит журнал «Best For». Журнал имеет формат А3 и содержит новости, заметки о путешествиях, интервью со знаменитостями, обзоры кино и музыки, статьи о здоровье и афишу предстоящих событий. 18 октября 2005 году начали выходить в городе Новочеркасске газета Mens-ГИД и журнал мужской фото эротики Mens-ГИД Photoboys.
С октября 2006 года ООО «Квир» выпускало ежемесячную глянцевую лесбийскую газету «Pinx» (выпуск прекращён в конце 2011 года).

### Интернет-издания
Единственное в России зарегистрированное как СМИ Информационное агентство, специализирующееся на сборе и распространении информации о гей-жизни, о событиях, затрагивающих гей-аудиторию — Агентство правовой информации «LINA» (Legal Information News Agency), которому принадлежит новостной сайт GayNews.ru (c 1997 года). С января 2013 года Квир выходит только в формате интернет-журнала. Также многие порталы и сайты, освещающие гей-события, самостоятельно собирают и архивируют такую информацию. Из них крупнейшие: Gay.ru (с 1997 года), Lesbi.ru (c 1998 года), Gayrussia.ru (с 2005 года).